# Praia
Praia (portugisiska för "strand") är huvudstad i Kap Verde, och är med sina cirka 130 000 invånare även landets största stad. Den ligger på ön Santiago i ögruppen Sotavento. Staden hyser öns färjehamn och en av landets tre internationella flygplatser. Stadens centrum kallas Platô då det ligger på en mindre platå.
Praia är landets kommersiella centrum, och huvudexporten består av kaffe, socker och tropiska frukter. Staden har även en fiskeindustri, och hyser semesterstränder.